# スイス国鉄HGe100形電気機関車

導入当時のHGe4/4^{I} 1991号機

導入当時のHGe4/4^{I} 1992号機

塗装変更後のHGe4/4^{I} 1992号機、1970年頃

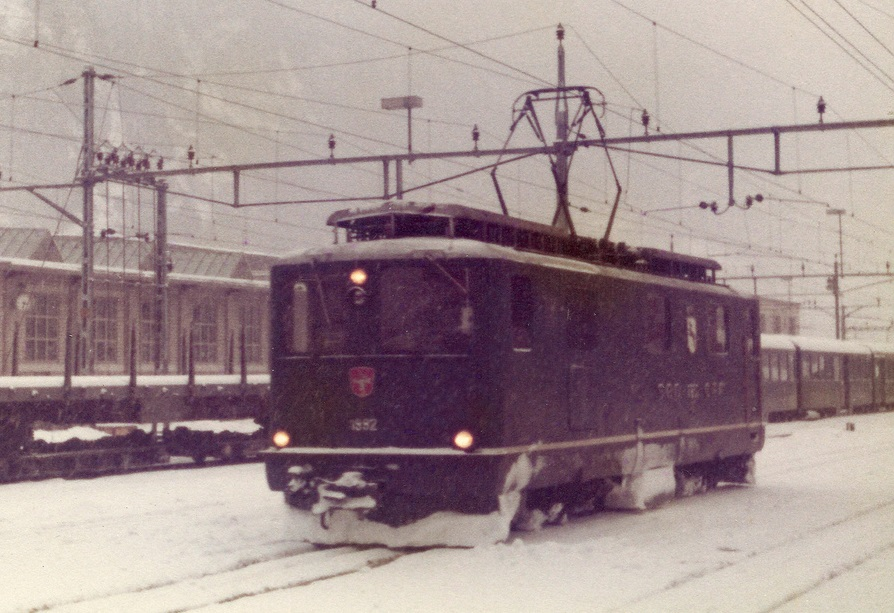
HGe4/4^{I} 1992号機、マイリンゲン駅

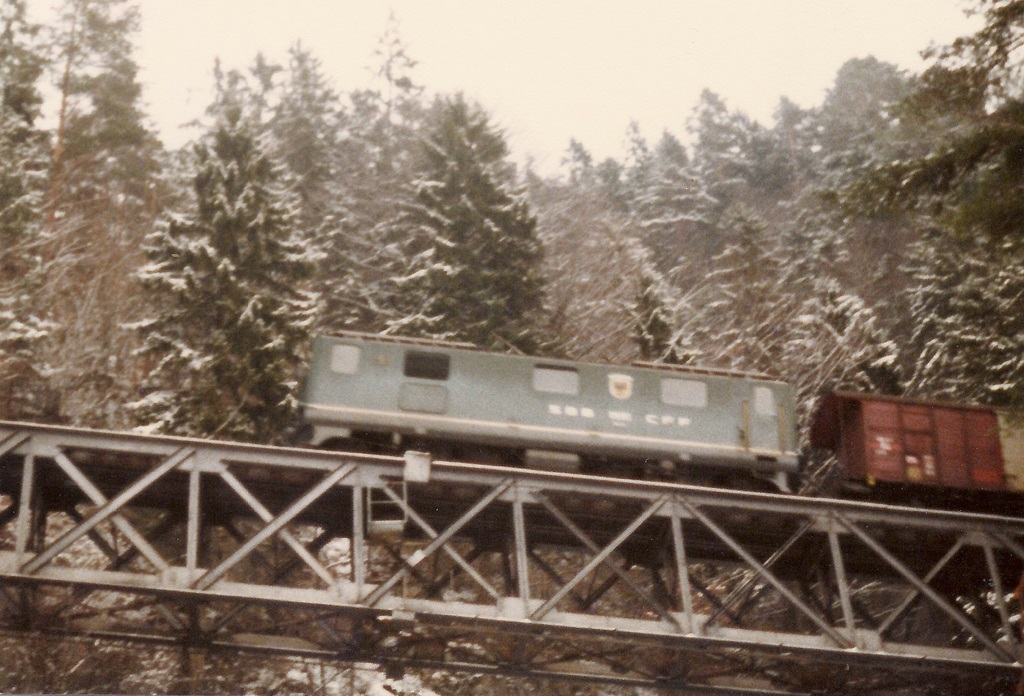
HGe4/4^{I} 1991号機

スイス国鉄HGe100形電気機関車（スイスこくてつHGe100がたでんききかんしゃ）は、スイスのスイス連邦鉄道（Schweizerische Bundesbahnen（SBB）、スイス国鉄）の1 m軌間の路線であるブリューニック線で使用された山岳鉄道用ラック式電気機関車である。なお、本機はスイス国鉄の称号改正によりHGe100形となったものであるが、現車は廃車となるまで当初形式のHGe4/4I形のままであった。

## 概要
スイス国鉄の唯一の1 m軌間の路線であるブリューニック線は1941-42年の電化後は16両のDeh4/6形荷物電車が列車を牽引していたが、本機は輸送量の増加に伴ってより強力な機関車が必要となったために1953年にHGe4/4I形として2両が製造されたラック式の電気機関車で、車体、機械部分、台車の製造をSLM、電機部分、主電動機の製造をBBCとMFOが担当し、高圧タップ切換制御により1時間定格出力1700 kW、牽引力137 / 186 kN（粘着区間 / ラック区間）を発揮する強力機で、最大勾配120パーミルで120 tの列車を30 km/hで牽引可能な性能を持つ。なお、それぞれの機番とSLM機番、製造年、機体名は下記のとおりである。
- 1991 - 4078 - 1953年10月12日 - Meiringen
- 1992 - 4079 - 1953年9月22日 - Giswil

## 仕様

### 車体
- 車体はスイス国鉄Ae6/6形電気機関車と同様の軽量車体で、正面はAe6/6形の前面を垂直にして隅部の窓を省略したような2面折妻の2枚窓で、前面下部と上部の左右の前面窓間に小型の丸型前照灯を1箇所設置し、上部のものは標識灯と縦2連としたデザインである。側面は中央と右側に明かり窓を、左側にルーバー付の窓を縦2列に設置しており、屋根は機器室部分が取外し可能な構造で、車体中央にパンタグラフを1基配置し、その前後に発電ブレーキ用の抵抗器を設置した変則的なものとなっている。
- 運転室は長さ1500 mmで、スイスやドイツで一般的な円形のハンドル式のマスターコントローラーが設置され、運転室横の窓は下落とし式、乗降扉は反運転席側のみの設置となっている。
- 連結器は車体取付で、+GF+式[6]自動連結器となっており、車体下部には大型のスノープラウを兼ねたスカートが設置されている。
- 車体塗装
  - 製造時はスイス国鉄標準の車体は緑色で手すり類が黄色、車体側面中央窓下に機番が、その下部左右にSBBとCFFの切抜文字が設置され、正面は中央にスイス国旗のエンブレムとその下に機番の切抜文字が設置される。屋根および屋根上機器、がライトグレー、床下機器と台車はグレーである。
  - その後1970年には車体下部にダークグレーと緑色との境界部に白帯が入り、側面の中央と右側の窓の間に機体名とエンブレムが設置され、その下に機番とその左右にSBBとCFFの切抜文字が移設された。

### 走行機器
- 制御方式はAe8/14形電気機関車で採用された高圧タップ切換制御を採用し、力行20段、ブレーキ15段となっている。油冷式の主変圧器、タップ切換器、オイルポンプとオイルクーラー、主電動機冷却ファン等の主要機器が車体内の機械室内に、ブレーキ用抵抗器と主開閉器、菱形のパンタグラフ1台が屋根上に、空気タンクなど床下の台車間に設置されている。
- ブレーキ装置は主制御器による発電ブレーキのほか空気ブレーキ、車輪及びピニオンへの手ブレーキを装備し、発電ブレーキの発生電圧で電動空気圧縮機と主電動機冷却ファンを駆動することができる。
- 走行装置はDeh4/6形荷物電車の粘着駆動用の台車とラック機構台車を分けて軸配置Bo'2'Bo'とする方式から、フルカ・オーバーアルプ鉄道[7]のHGe4/4I形電気機関車と同じ粘着車輪とピニオンを同じ台車に組込む方式として、軸配置Bo'Bo'としている。
- 主電動機はMFO製の交流整流子電動機で、1時間定格出力は425 kW×4台、連続定格出力375 kW×4台となっており、冷却は冷却ファンによる強制通風で、機械室内に設置された台車ごとの冷却ファンから冷却気が送風される。なお、冷却風は側面左上窓のルーバーより採入れられる
- 台車はプレス鋼板の溶接組み立て式、軸距3150 mm、車輪径1028 mmのラック式台車で、軸箱支持方式は円筒案内式、牽引力伝達は台車枠の下を通る車体支持梁と台車枠横梁間のセンターピン間で伝達され、枕ばねは重ね板ばね、軸ばねはコイルばねとしている。ラック方式はラックレールがラダー型1条のリッゲンバッハ式で、有効径891 mmピニオンは各動軸にフリーで嵌込まれており、動輪と同じ主電動機で駆動され、動輪のタイヤの1/2磨耗した時に動輪とピニオンの周速が一致するようにギヤ比が設定されている。主電動機は台車枠に吊掛け式に装荷され、2段で減速された後動輪とピニオンに伝達される方式で、減速比は動輪が1:6.505、ピニオンが1:5.702である。
- 補機は主変圧器の交流220 V出力で駆動され、オイルポンプ、主電動機送風機、Typ KLL 8n電動空気圧縮機、36 Vの蓄電池などで構成される。

### 主要諸元
- 軌間：1000 mm
- 電気方式：AC15 kV・16.7 Hz 架空線式
- 最大寸法：全長1313 mm、全幅2650 mm、全高3740 mm（パンタグラフ折畳時）
- 軸距：3150 mm
- 車輪径1028 mm
- ピニオン有効径891 mm
- 減速比：6.505（動輪）、5.702（ピニオン）
- 台車中心間距離：6200 mm
- 自重：54.0 t
- 走行装置
  - 主制御装置：高圧タップ切換制御
  - 主電動機：交流整流子電動機×4台（1時間定格[8]出力：425 kW、連続定格出力：375 kW）
- 牽引力
  - 牽引力：1時間定格137 / 186 kN、最大137 kN / 274 kN（粘着区間 / ラック区間）
  - 牽引トン数：120 t（120パーミル・ラック区間）
- 定格速度：31 km/h（1時間定格）、33 km/h（連続定格）
- 最高速度
  - 粘着区間：50 km/h
  - ラック区間：33 km/h
- ブレーキ装置：発電ブレーキ、空気ブレーキ、手ブレーキ

## 運行・廃車
- スイス国鉄の唯一の1 m軌間の路線であったブリューニック線のルツェルン - インターラーケン・オスト間で旅客列車および貨物列車の牽引に使用されていた。
- ブリューニック線は全長74.0 km、高度差566 m、最急勾配120パーミルの山岳路線である。
- Deh4/6形荷物電車と共に主力として使用され、十数両の客車をDeh4/6との重連で牽引することもあった。基本的な旅客列車の編成は以下の通り。
  - HGe4/4I形 + 軽量客車7両（120 t、定員470人）
  - HGe4/4I形 + Deh4/6形 + 軽量客車10両（170 t、定員680人）
- その後HGe101形電気機関車（旧形式HGe4/4II形）が1986-1990年に8両製造[9]されると、本形式は駆動装置の故障が多く、粘着区間の最高速度が50 km/hと遅い[10]こともあり、重大な主電動機故障により1991号機が1994年に、1992号機は1996年に廃車となった。なお、HGe4/4II形2両が導入されて試験運用されていた1988年時点では主にギスヴィール - ブリューニック・ハスリベルク間およびギスヴィール - マイリンゲン間の補機として単独の1運用およびDeh4/6形と共通の1運用が組まれていた。
- 1992号機はブリューニック線車両の保存団体であるブリューニック保存鉄道[11]に譲渡されて動態保存され、2007年以降は主変圧器故障に伴い長期間ルツェルンに留置されていたが、2010年にはアルプナハシュタットの車庫に戻されて復旧作業が行われている。